# 富山地方鉄道射水線
射水線（いみずせん）は、かつて富山県の富山市と新湊市（現射水市）を結んでいた鉄道路線。富山から北の四方に至ったのち、富山湾沿いに新湊へ至っていた。
一部分は加越能鉄道に譲渡されて現在も万葉線新湊港線として残っているが、大部分は1980年（昭和55年）3月31日限りで廃止された。

## 路線データ
※1980年3月31日時点において射水線として運営されていた区間（新富山駅 - 新港東口駅間）のデータ
- 路線距離（営業キロ）：14.4 km
- 軌間：1067 mm
- 複線区間：なし（全線単線）
- 電化区間：全線（直流600 V）
- 閉塞方式：スタフ閉塞式

## 歴史

### 開業・延伸
当線は、1918年に計画された高岡 - 新湊 - 東呉羽村（現・富山市）を結ぶ電車軌道（射水電気軌道）の計画と1921年に計画された富山市安養坊（市電呉羽終点）と新湊を結ぶ富新電気軌道の計画を一本化し、1922年（大正11年）12月26日に、射水電気軌道の名前で富山駅 - 新伏木口駅（現六渡寺駅）間の軌道敷設特許を受け、1923年（大正12年）2月20日に越中電気軌道として設立されたことに始まる。沿線の旅客や海産物、米などの運搬が目的であった。伏木港と富山駅を鉄道で直結し、将来は高岡 - 伏木間、四方 - 東岩瀬（現・東富山）間、新湊 - 小杉間の路線延長を行い、沿線の産業・観光開発を目指すことを計画していた。
1924年（大正13年）に富山北口駅 - 四方駅間6.1kmが開業。富山北口駅舎には越中電気軌道の本社も入居した。1926年（大正15年）に聯隊橋駅（後の新富山駅） - 富山北口駅間と四方駅 - 打出浜駅（後の打出駅の付近）間が開業した。聯隊橋駅で富山市電に接続していた。
打出浜駅前には海水浴場を開くなど集客に努めていたが沿線に人口が少ないことから業績は良くなく、1927年（昭和2年）に社名を越中鉄道に変更し、地方鉄道補助法の適用を受けるために1928年（昭和3年）に軌道法による軌道から地方鉄道法による地方鉄道に変更した。1929年（昭和4年）に日本電力の傘下に入り（1942年9月まで）、日本電力の子会社の飛越電気から出資を受けて電力資本が入り、補助金の交付も受けて経営が安定した。
同法による補助により打出浜駅以遠の延伸が行われるようになり、堀岡、越ノ潟、東新湊、庄川口と少しずつ延長しながら1933年（昭和8年）に新伏木口駅（現六渡寺駅）までの19.9 kmが全通した。しかし、神通川への架橋を伴う富山駅 - 富山北口駅間は、資金難から着工できなかった。
その後、沿線の工場立地や観光開発の成果もあって、1936年度から収益は黒字になった。
1943年（昭和18年）1月1日の交通大統合により、富山地方鉄道（地鉄）の射水線となった。
1950年（昭和25年）12月31日から富山軌道線への直通運転（西町停留場まで）を開始し、翌1951年（昭和26年）4月1日には高岡軌道線の米島口駅 - 新湊駅間が開業した。新富山駅 - 西町停留場間の直通運転は1961年（昭和36年）7月18日に廃止された。

### 分断・廃止
放生津潟を開削した富山新港の建設により射水線は分断されることになった。1966年（昭和41年）4月に放生津潟の入り口部分を渡る鉄橋を含めた堀岡駅 - 越ノ潟駅間のうち新港東口駅建設予定地以西が廃止となり（それ以外は休止扱い）、高岡側の越ノ潟駅 - 新湊駅間が加越能鉄道に譲渡されて新湊港線となった。分断された堀岡駅 - 越ノ潟駅間には、代行の連絡バスの運行を経て渡船連絡のために廃止区間上に新港東口駅を設置、堀岡駅 - 新港東口駅を進延して富山県営渡船との連絡を図ったが、乗り換えの不便のため射水線の乗客は6000人/km日（1965年時点）から3000人/km日（1966年時点）に半減した上、1970年度の経常収支は8,860万円の赤字を計上し、営業係数は214と、当時地鉄が保有していた鉄道線6路線で最悪となった。
1971年（昭和46年）5月28日に廃止が発表され、同年7月にも廃止の話が持ち上がるが、翌1972年12月、富山県知事が県として地域交通確保の観点から沿線住民と地鉄両者の意見調整をはかり廃止が延期されることになった。
その後、昭和52年度（1977年 - 1978年）から、経営改善5カ年計画の実施を前提に、地方鉄道軌道整備法に基づく欠損補助を受けることになる。この計画では乗客数の増加や赤字の改善を図り、昭和56年度（1981年 - 1982年）に黒字転換することを目標としたが、昭和54年度（1979年 - 1980年）の時点で進捗を見直し、目標に達しない場合は休廃止もやむなしとするものであった。この計画に基づき、乗客増加策の一環として、1977年8月31日から富山駅前駅への乗り入れを1日6往復で、17年ぶりに再開した。
しかし、改善目標の達成が困難なことから、1980年（昭和55年）4月1日に廃止された。なお、営業最終日の3月31日には廃線を惜しむ沿線住民などのために午後から運賃を無料にする措置がとられた。また、お名残電車の乗客のため、この日に限り四方駅 - 新港東口駅間でも最初で最後の4連運転がなされた。

### 廃止後
廃止後に最後まで残っていた10軒の旧駅舎は、1986年9月の新富山駅の解体工事完了を最後に、全て姿を消した。
新富山駅跡から富山北口駅跡までは道路となっている。富山北口駅跡周辺は2000年代に入ってから宅地として整備された。富山北口駅付近 - 宮尾間2.3 km（2007年7月以降は八ヶ山駅前後〈田刈屋 - 住吉内山邸口両バス停間〉の約1.5 kmに短縮）は地鉄の路線バスの専用道路に転用され、後述のバス運行廃止直前には朝のラッシュ時に富山駅行数本が運行されていた。専用道には一般車両の誤侵入を防ぐために一般道と交差する3箇所の交差点に国内初のバス専用感知式遮断機が設置されていた。専用道の先からは農道、四方駅跡から先は自転車専用道となっている。並行する富山県道56号富山環状線、富山県道7号富山八尾線（草島西線）が2011年に開通し、一般道の朝のラッシュが緩和されたことから、バス専用道は2012年3月末をもって廃止され、該当するバスは一般道経由となった。
富山新港によって分断された区間には後に新湊大橋が建設され、また2017年には新港東側の堀岡方に往時の線路跡を示すモニュメントが設置された。

### 年表
- 1918年（大正7年） - 高岡から新湊を経由して東呉羽村（現・富山市）に至る電車軌道計画「射水電気軌道」を発表[2]。
- 1921年（大正10年） - 富山市安養坊（市電呉羽終点） - 新湊間を結ぶ富新電気軌道の計画を発表（後に前述の射水電気軌道の計画と統合）[2]。
- 1922年（大正11年）12月26日 - 射水電気軌道に対し軌道特許状下付（婦負郡東呉羽村間-同郡新湊町間）[18]。
- 1923年（大正12年）
  - 2月20日 - 越中電気軌道株式会社設立[19][20]。
  - 3月10日 - 越中電気軌道に社名変更届[21]。

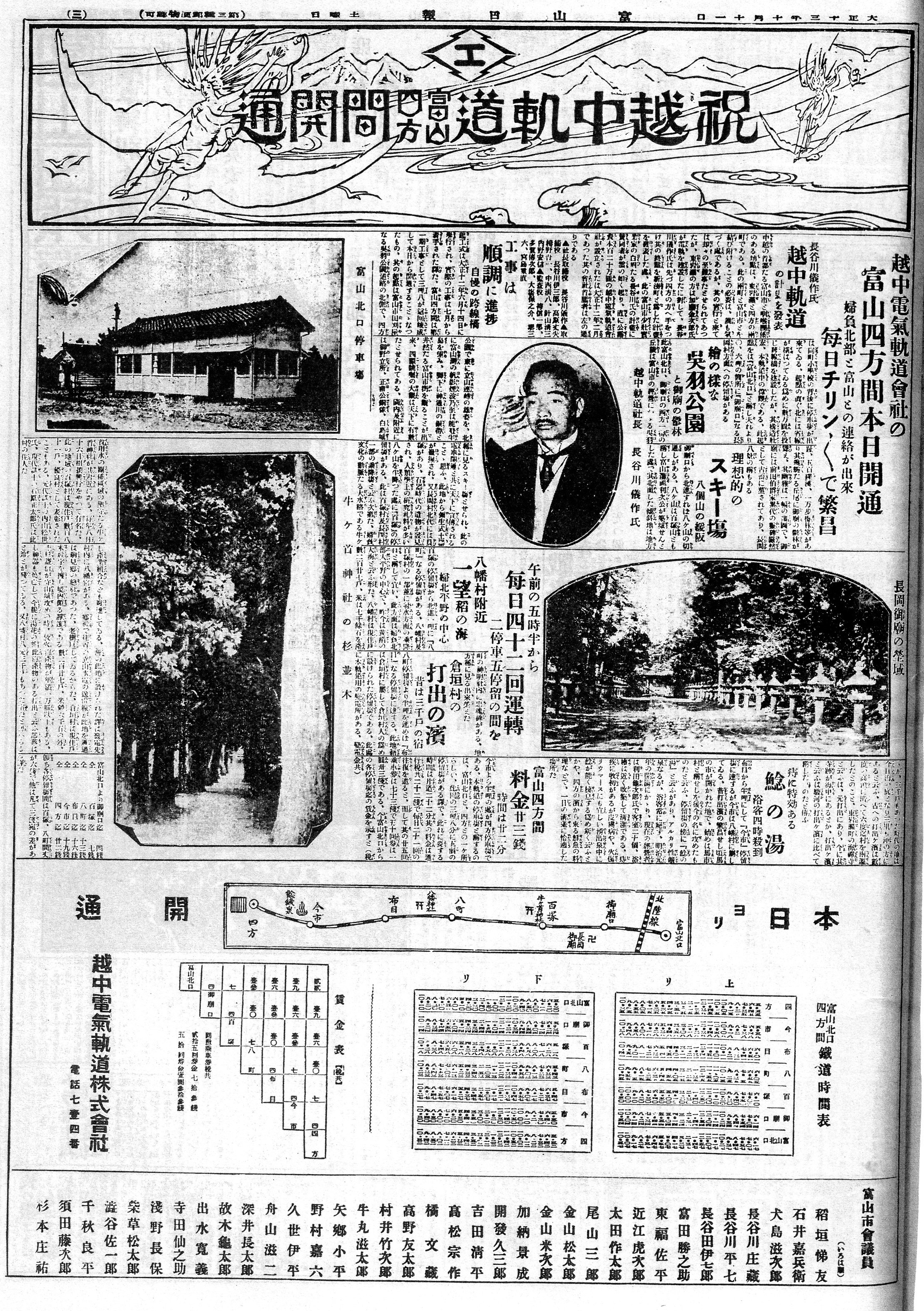
越中電気軌道線富山北口 - 四方間の開業を報ずる新聞

- 1924年（大正13年）10月12日 - 越中電気軌道、富山北口駅 - 四方駅間開業[19]。
- 1926年（大正15年）1926年（大正15年）7月21日開業時の聯隊橋駅。1934年（昭和9年）9月7日より新富山駅と改称される。電車が通過しているのが越中鉄道の田苅屋鉄橋。左の飛越線と右の北陸本線を跨いでいる。なお、射水線廃止後はバス専用橋として用いられていたが、北陸新幹線の高架橋が北陸本線に並行して建設されることになったため、2007年（平成19年）6月にその運用を終了し、2008年（平成20年）5月より順次撤去された[22]。

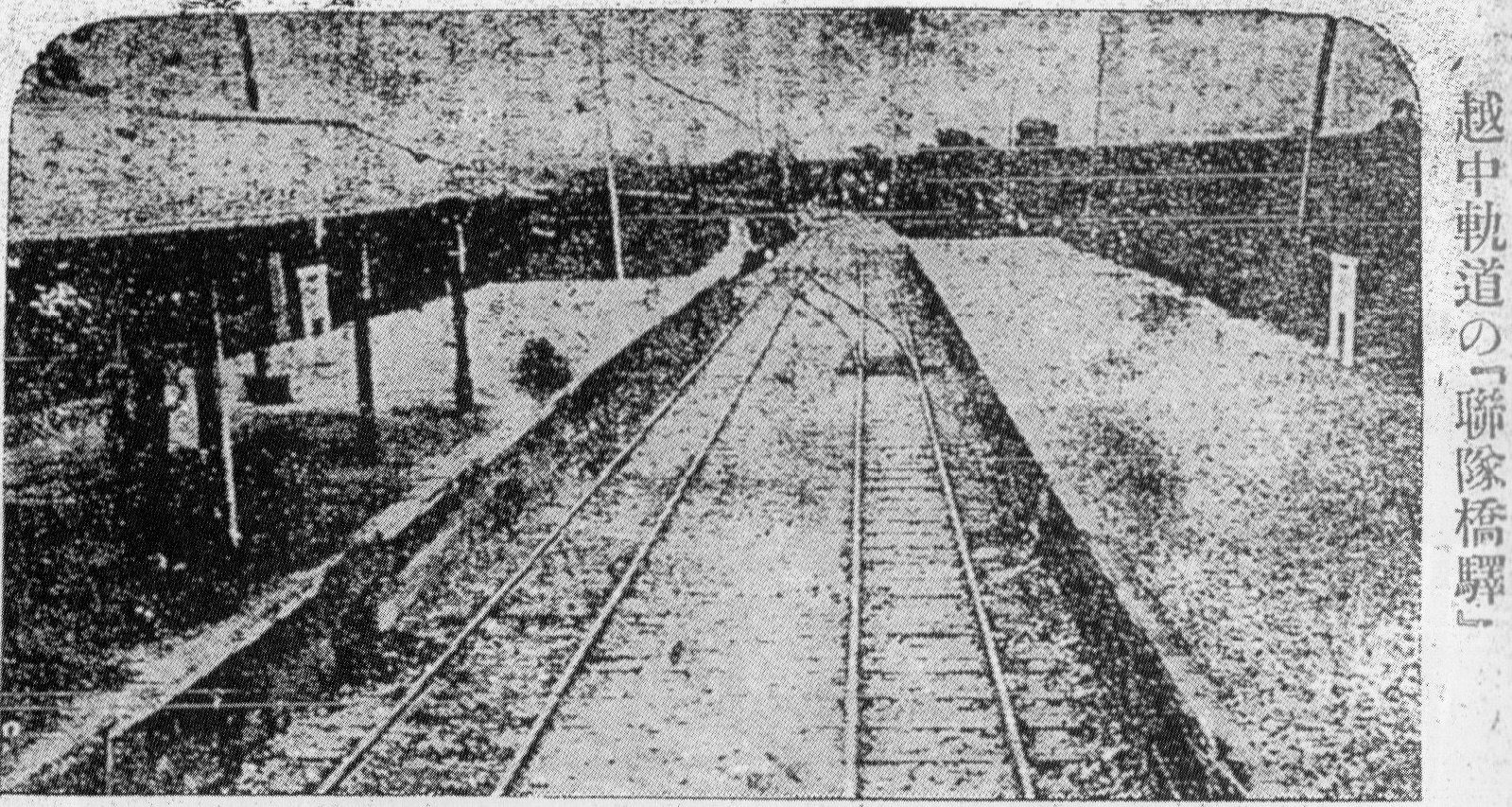
1926年（大正15年）7月21日開業時の聯隊橋駅。1934年（昭和9年）9月7日より新富山駅と改称される。

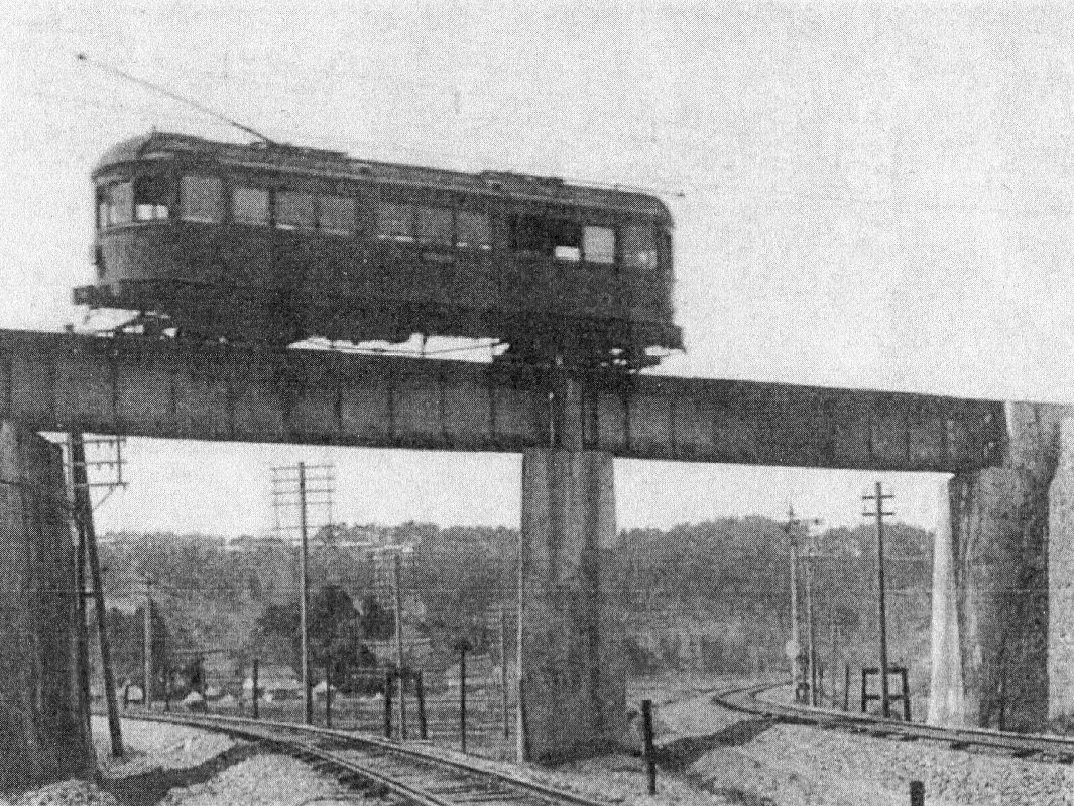
電車が通過しているのが越中鉄道の田苅屋鉄橋。左の飛越線と右の北陸本線を跨いでいる。なお、射水線廃止後はバス専用橋として用いられていたが、北陸新幹線の高架橋が北陸本線に並行して建設されることになったため、2007年（平成19年）6月にその運用を終了し、2008年（平成20年）5月より順次撤去された。

  - 3月31日 - 軌道から地方鉄道に変更する許可申請を行う[23]。
  - 6月16日 - 軌道特許失効（富山駅-富山市畠中間、射水郡新湊町大字三ケ新田-同町大字中伏木間 指定ノ期限内ニ工事施工ノ認可申請ヲ為ササルタメ）[24]。
  - 7月21日 - 聨隊橋駅（後の新富山駅） - 富山北口駅間・四方駅 - 打出浜駅（後の打出駅の付近）間開業[19]。
  - 11月29日 - 軌道法による軌道から地方鉄道法による地方鉄道への変更が許可される[19]。
- 1927年（昭和2年）2月13日 - 越中電気軌道から越中鉄道に社名を変更[25]。
- 1928年（昭和3年）
  - 1月1日 - 軌道法適法から地方鉄道法適法に変更を実施し、以降の区間はすべて地方鉄道法によった[23]。
  - 12月26日 - 越中鉄道が新湊町・高岡間の鉄道敷設免許の申請を行う[23]。
- 1929年（昭和4年）
  - 6月29日 - 鉄道免許状下付（射水郡新湊町-高岡市下関間）[26]。
  - 7月2日 - 打出浜駅 - 堀岡駅間開業[27][28]。
- 1930年（昭和5年）
  - 10月12日 - 堀岡駅 - 越ノ潟駅間、西越ノ潟駅 - 新湊東口駅（現東新湊駅）間開業。西越ノ潟駅 - 新湊東口駅間は旅客運輸営業のみ[29]。越ノ潟駅 - 西越ノ潟駅間は徒歩連絡。
  - 12月23日 - 越ノ潟駅 - 西越ノ潟駅間開業[30]。

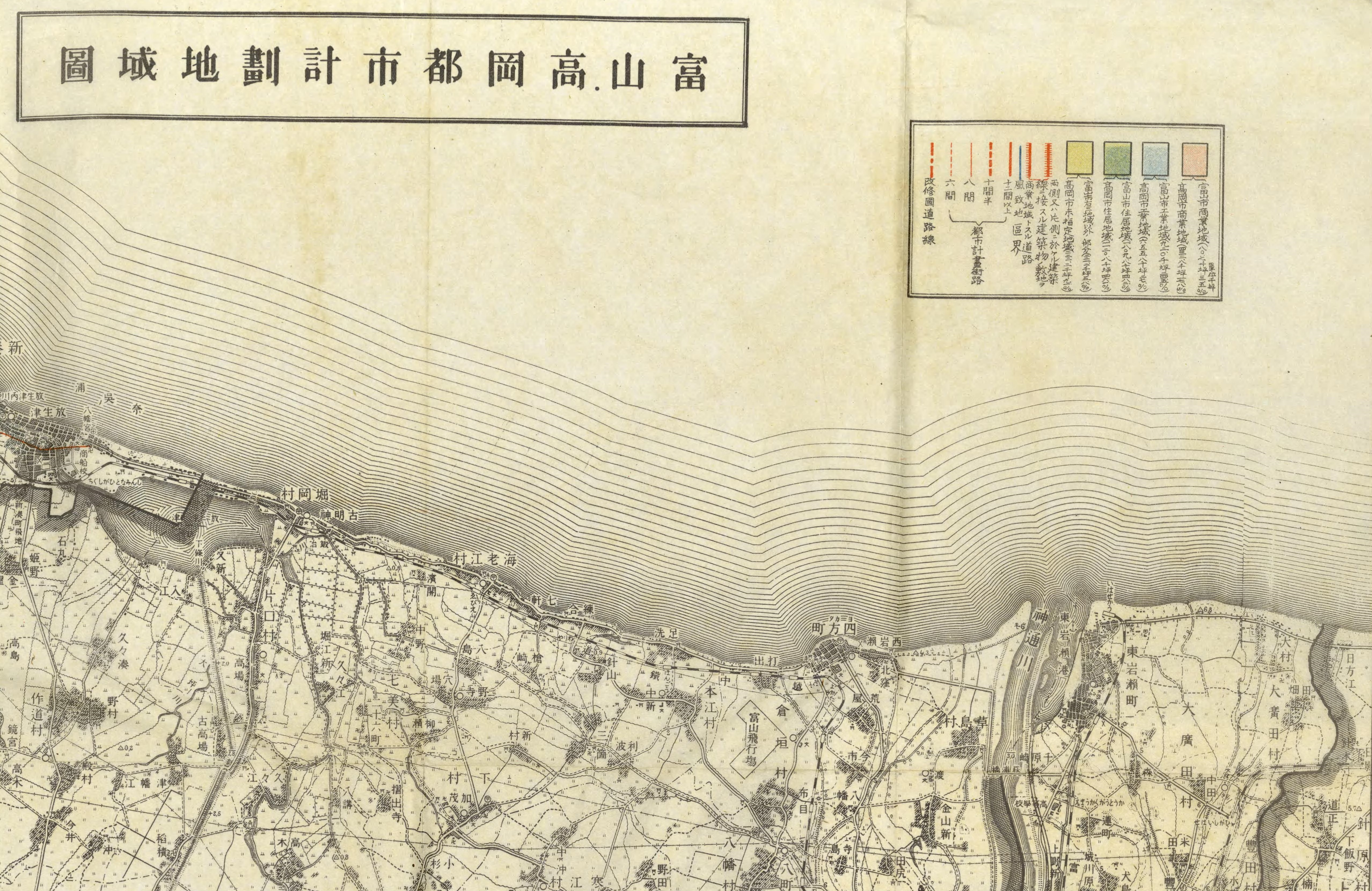
越中鉄道時代の射水線の沿線概況を示す地図。婦負郡倉垣村の富山飛行場（1933年（昭和8年）10月開場）も記載されている。

- 1932年（昭和7年）11月9日 - 東新湊駅 - 庄川口駅間開業。東新湊駅 - 中新湊駅間は一般運輸営業、中新湊駅 - 庄川口駅間は旅客運輸営業[31]。越中鉄道時代の射水線の沿線概況を示す地図。婦負郡倉垣村の富山飛行場（1933年（昭和8年）10月開場）も記載されている。
- 1933年（昭和8年）12月25日 - 庄川口駅 - 新伏木口駅（現六渡寺駅）間開業。庄川口駅廃止。中新湊駅 - 庄川口駅間貨物運輸営業開始[32]。
- 1934年（昭和9年）9月7日 - 聯隊橋駅を新富山駅に改称する[23]。
- 1942年（昭和17年）9月 - 当時の親会社の日本電力が越中鉄道の株を富山電気鉄道に売却し、日本電力の傘下から外れる[2]。
- 1943年（昭和18年）1月1日 - 越中鉄道が富山地方鉄道に合併、同社の射水線となる[23][33]。1943年（昭和18年）1月1日県下陸上交通統合を告げる富山地方鉄道株式会社の広告。越中鉄道の社名も記されている。
- 1945年（昭和20年）

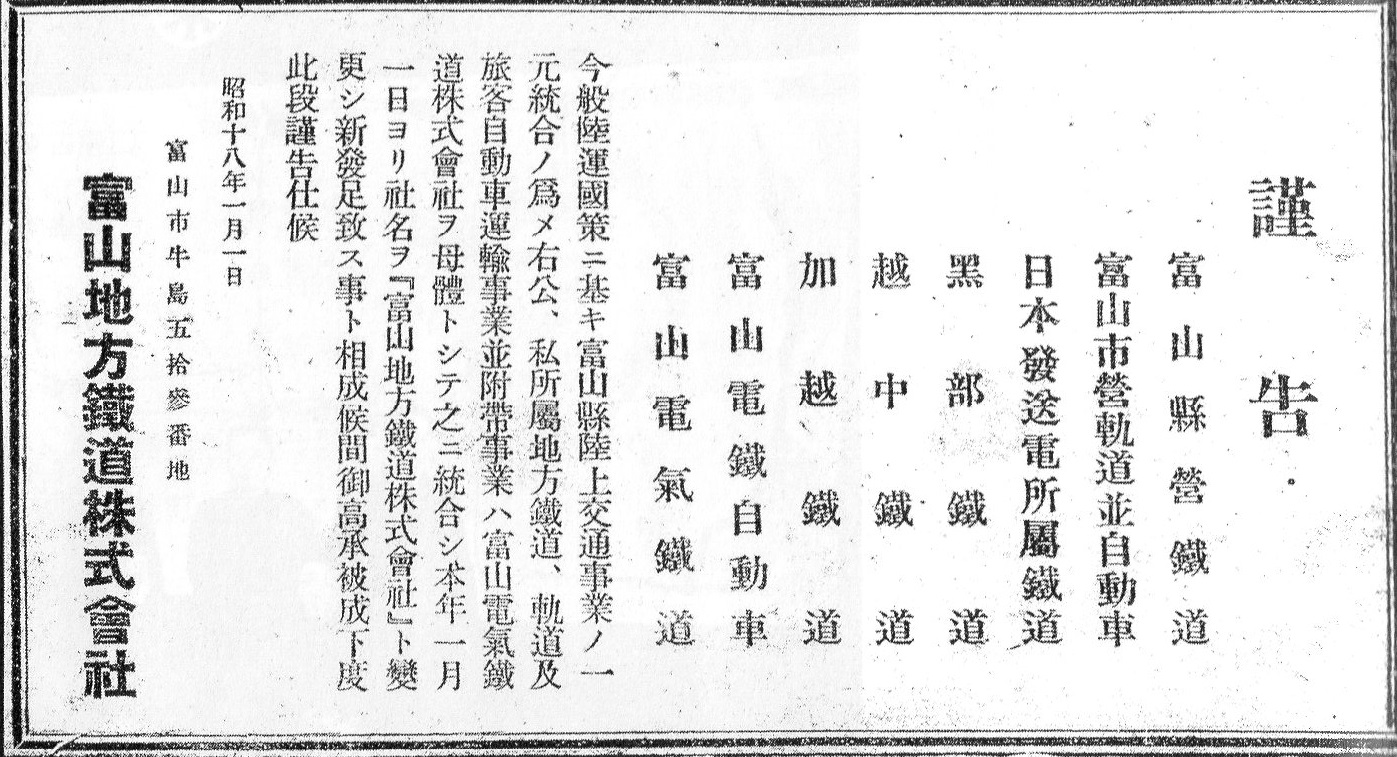
1943年（昭和18年）1月1日県下陸上交通統合を告げる富山地方鉄道株式会社の広告。越中鉄道の社名も記されている。

  - 8月2日 - 富山大空襲により射水線にも被害あり、新富山駅及び富山北口駅を焼失する[23]も、1か月足らずで運転を再開した[34]。
  - 8月15日 - 高周波前駅を東新湊駅に改称する[23]。
- 1946年（昭和21年）5月15日 - 富山地方鉄道富山軌道線（呉羽線）との連絡線新設[35]。
- 1947年（昭和22年）
  - 4月30日 - 富山北口駅の駅舎を再建する[23]。
  - 7月25日 - 新富山駅の駅舎を再建する[23]。
- 1948年（昭和23年）5月11日 - 全車輌の集電装置をポール式よりパンダグラフ式に変更する[23]。
- 1949年（昭和24年）6月20日 - 新湊中学校前駅を西新湊駅に改称する[23]。
- 1950年（昭和25年）12月31日 - 5000形への全車切替を完了し、西町乗入れを開始する[23]。
- 1952年（昭和27年）
  - 8月15日 - 庄川口駅を新設する[23]。
  - 8月28日 - 四方駅の駅舎改築を行う[23]。
- 1954年（昭和29年）3月25日 - 西新湊駅の駅舎を改築する[23]。
- 1955年（昭和30年）10月14日 - 新町口駅を新設する[23]。
- 1958年（昭和33年）8月1日 - 射北中学校前駅を新設する[23]。
- 1959年（昭和34年）
  - 4月1日 - 地鉄高岡 - 新湊間、米島口 - 伏木港間を加越能鉄道に譲渡し、西町 - 新富山 - 地鉄高岡間において直通運転を開始する[23][33]。
  - 4月10日 - 中新湊駅の駅舎を改築する[23]。
- 1961年（昭和36年）
  - 7月18日 - 富山軌道線西町乗入れを中止する[23]。
  - 9月9日 - 新富山駅の駅舎を改築する[23]。
- 1965年（昭和40年）6月26日 - 八ヶ山変電所が竣工する[23]。

- 1966年（昭和41年）

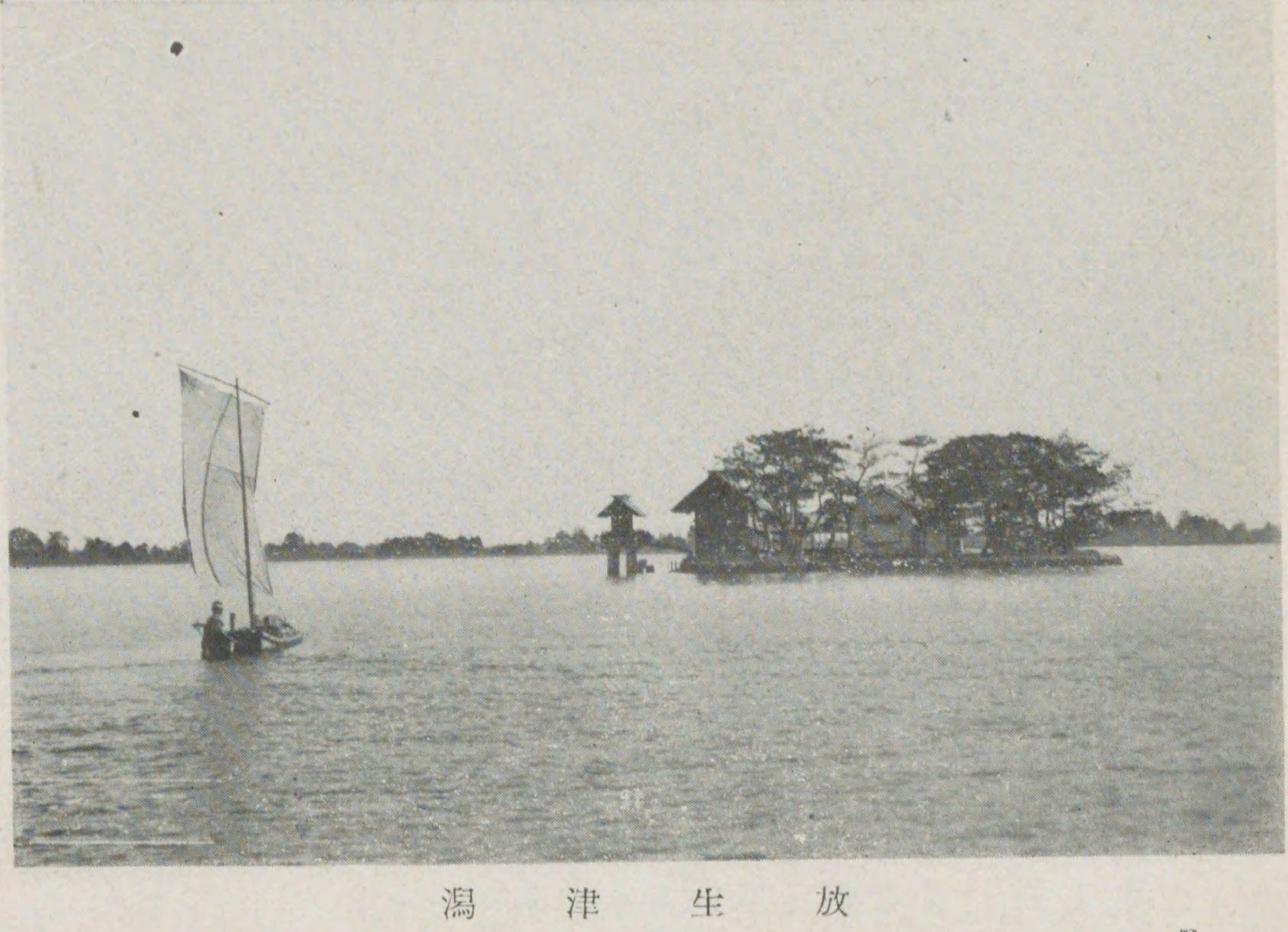
富山新港工事前の放生津潟の姿。写真右側の島は弁天島。

  - 3月17日 - 新湊市議会において富山新港建設のため、港口の切断を決定する[36]。
  - 4月5日 - 堀岡駅 - 越ノ潟駅間廃止し、越ノ潟駅 - 新湊駅間は加越能鉄道へ譲渡され新湊港線となった[23]。射水線は新富山駅 - 堀岡駅間となる[33]。貨物営業を廃止した。堀岡駅 - 越ノ潟駅間にて代行連絡バス運行開始[7]。
  - 12月1日 - 新港東口駅を新設する[23]。射水線は新富山駅 - 新港東口駅間の14.4kmとなる[23]。
- 1967年（昭和42年）11月23日 - 富山新港港口切断工事を開始し、富山県営渡船の運行を開始する[37]。
- 1971年（昭和46年）
  - 5月1日 - 全線においてスタフ閉塞式となる[23]。
  - 5月28日 - 株主総会で射水線の廃止計画が発表される[38]。
  - 11月16日 - 射水線の廃止許可申請を行う[23]。
- 1974年（昭和49年）4月5日 - 閉塞区間を2区間とし、全駅において無人化を実施する[23]。これにより朝ラッシュ時の運行が40分間隔に削減され、輸送力不足を補うため、四方 - 新富山間で4連運転が開始された[9]。
- 1977年（昭和52年）8月31日 - 一部列車において富山軌道線への乗入れを再開する[23]。
- 1979年（昭和54年）
  - 5月16日 - 富山地方鉄道が富山市に対して正式に射水線の廃止を申し入れる[39]。
  - 7月9日 - 富山県、富山市、新湊市及び富山地方鉄道の四者会談を富山県庁において開き、廃線の要請と代替バス運行計画の説明をする[39]。
  - 11月2日 - 富山県、富山市及び新湊市の三者会談を県民会館において開き、巣山庄司富山県副知事が射水線を1980年（昭和55年）3月末を以て廃止する意向を表明する[40]。

- 1980年（昭和55年）

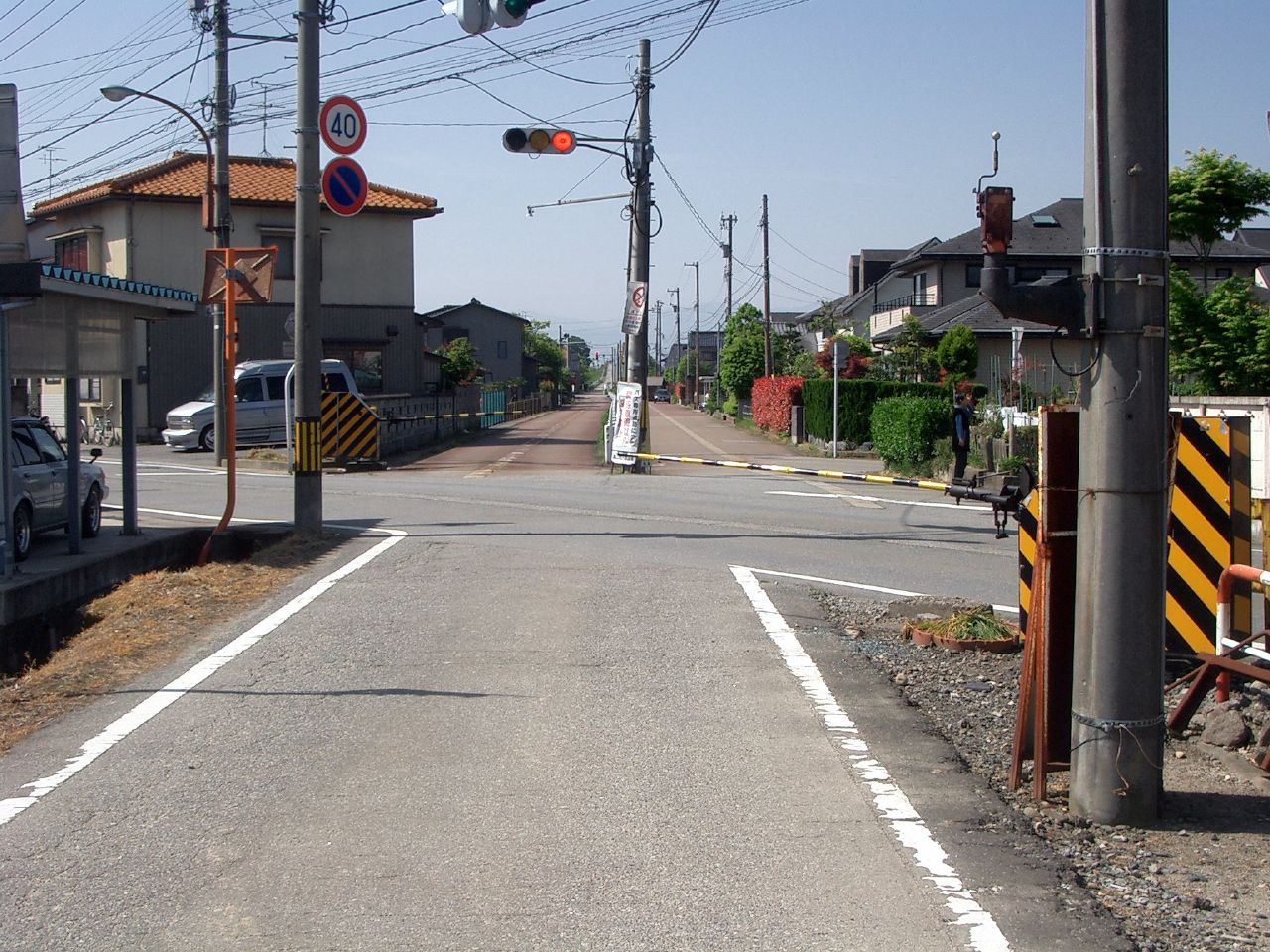
バス専用道路に転用された射水線跡

  - 1月25日 - 富山県が射水線廃止を最終提案[40]。
  - 2月6日 - 改井秀雄富山市長が射水線の廃止に同意する[41]。
  - 2月12日 - 新湊市が射水線の廃止に同意する[41]。
  - 2月13日 - 新湊市が富山県と富山地方鉄道に廃止の同意書を提出[41]。
  - 2月18日 - 富山地方鉄道が名古屋陸運局を通じて同年3月31日限りを以て射水線を廃止し、同年4月1日より代替バスを運行する旨を申請する[41]。
  - 3月31日 - 同日限りを以て射水線全線を廃止する[42]。
  - 4月1日 - 射水線代替バスの運行を開始する[23]。
  - 6月30日 - 射水線廃線跡の一部をバス専用道路に転用し、同日その開通式を行う[43]。
- 1986年（昭和61年）9月10日 - 新富山駅の駅舎解体工事完了。これを以て射水線廃止時に残っていた10軒の駅舎は全て姿を消す[14]。
- 2012年（平成24年）3月31日 - 射水線廃線跡を活用していたバス専用道路を廃止する[44]。

## 駅一覧
全駅富山県に所在。
凡例
列車交換 … ◇・∧：交換可、｜：交換不可
出典：駅名・キロ程

### 1966年分断直前
所在地は1966年（堀岡駅 - 越ノ潟駅間廃止、越ノ潟駅 - 新湊駅間譲渡前）時点、駅名は1966年時点かそれ以前廃止のものは廃止時のもの。
| 駅名           | 駅間 キロ | 営業 キロ | 接続路線・備考                           | 列車交換 | 駅員配置 | 所在地               |
| -------------- | --------- | --------- | ---------------------------------------- | -------- | -------- | -------------------- |
| 新富山駅       | -         | 0.0       | 富山地方鉄道：富山軌道線（新富山駅前駅） | ◇        | ◎        | 富山市               |
| 富山北口駅     | 1.0       | 1.0       |                                          | ◇        | ◎        | 富山市               |
| 八ヶ山駅       | 1.7       | 2.7       |                                          | ◇        | ◎        | 富山市               |
| 百塚駅         | 0.2       | 2.9       | 1929年廃止                               |          |          | 富山市               |
| 八町駅         | 1.7       | 4.6       |                                          | ◇        |          | 富山市               |
| 布目駅         | 0.9       | 5.5       |                                          | ｜       | ◎        | 富山市               |
| 鯰鉱泉前駅     | 0.9       | 6.4       |                                          | ｜       |          | 富山市               |
| 四方駅         | 0.7       | 7.1       |                                          | ◇        | ◎        | 富山市               |
| 和合ノ浦駅     | 0.5       | 7.6       | 1931年廃止                               |          |          | 富山市               |
| 富山飛行場前駅 | 0.5       | 8.1       | 1946年以前廃止                           |          |          | 富山市               |
| 打出駅         | 0.3       | 8.4       |                                          | ｜       |          | 富山市               |
| 本江駅         | 0.8       | 9.2       |                                          | ◇        | ◎        | 新湊市（現・射水市） |
| 練合駅         | 1.2       | 10.4      |                                          | ｜       |          | 新湊市（現・射水市） |
| 海老江駅       | 1.3       | 11.7      |                                          | ◇        | ◎        | 新湊市（現・射水市） |
| 射北中学校前駅 | 1.0       | 12.7      |                                          | ｜       |          | 新湊市（現・射水市） |
| 堀岡駅         | 1.0       | 13.7      |                                          | ◇        | ◎        | 新湊市（現・射水市） |
| 越ノ潟駅       | 1.5       | 15.2      |                                          | ｜       |          | 新湊市（現・射水市） |
| 西越ノ潟駅     | 0.2       | 15.4      | 1931年廃止                               | ｜       |          | 新湊市（現・射水市） |
| 越ノ潟口駅     | 0.3       | 15.7      |                                          | ｜       |          | 新湊市（現・射水市） |
| 東新湊駅       | 0.6       | 16.3      |                                          | ◇        | ◎        | 新湊市（現・射水市） |
| 中新湊駅       | 1.0       | 17.3      |                                          | ◇        | ◎        | 高岡市               |
| 新町口駅       | 0.6       | 17.9      |                                          | ｜       | ◎        | 新湊市（現・射水市） |
| 西新湊駅       | 0.6       | 18.5      |                                          | ◇        | ◎        | 新湊市（現・射水市） |
| 庄川口駅       | 0.8       | 19.3      |                                          | ｜       | ◎        | 新湊市（現・射水市） |
| 新湊駅         | 0.6       | 19.9      | 加越能鉄道：高岡軌道線                   | ◇        | ◎        | 新湊市（現・射水市） |

### 1980年廃止直前
駅名および所在地は1980年（全線廃止）時点のもの。
| 駅名           | 駅間 キロ | 営業 キロ | 接続路線                                 | 列車交換 | 駅員配置 | 所在地               |
| -------------- | --------- | --------- | ---------------------------------------- | -------- | -------- | -------------------- |
| 新富山駅       | -         | 0.0       | 富山地方鉄道：富山軌道線（新富山駅前駅） | ◇        | ◎        | 富山市               |
| 富山北口駅     | 1.0       | 1.0       |                                          | ｜       | ◎        | 富山市               |
| 八ヶ山駅       | 1.7       | 2.7       |                                          | ｜       |          | 富山市               |
| 八町駅         | 1.9       | 4.6       |                                          | ｜       |          | 富山市               |
| 布目駅         | 0.9       | 5.5       |                                          | ｜       | ◎        | 富山市               |
| 鯰鉱泉前駅     | 0.9       | 6.4       |                                          | ｜       |          | 富山市               |
| 四方駅         | 0.7       | 7.1       |                                          | ◇        | ◎        | 富山市               |
| 打出駅         | 1.3       | 8.4       |                                          | ｜       |          | 富山市               |
| 本江駅         | 0.8       | 9.2       |                                          | ｜       | ◎        | 新湊市（現・射水市） |
| 練合駅         | 1.2       | 10.4      |                                          | ｜       |          | 新湊市（現・射水市） |
| 海老江駅       | 1.3       | 11.7      |                                          | ｜       | ◎        | 新湊市（現・射水市） |
| 射北中学校前駅 | 1.0       | 12.7      |                                          | ｜       |          | 新湊市（現・射水市） |
| 堀岡駅         | 1.0       | 13.7      |                                          | ｜       | ◎        | 新湊市（現・射水市） |
| 新港東口駅     | 0.7       | 14.4      |                                          | ∧        | ◎        | 新湊市（現・射水市） |

## 輸送・収支実績
| 年度 | 乗客（人） | 貨物量（トン） | 営業収入（円） | 営業費（円） | 益金（円） | その他益金（円）  | その他損金（円）              | 支払利子（円） | 政府補助金（円） |
| ---- | ---------- | -------------- | -------------- | ------------ | ---------- | ----------------- | ----------------------------- | -------------- | ---------------- |
| 1924 | 31,998     | 0              | 2,752          | 822          | 1,930      |                   | 償却金2,000                   |                |                  |
| 1925 | 504,459    | 855            | 53,920         | 44,947       | 8,973      |                   | 償却金8,000                   |                |                  |
| 1926 | 580,188    | 2,393          | 67,252         | 45,892       | 21,360     |                   | 償却金2,640                   | 37,761         |                  |
| 1927 | 745,804    | 1,470          | 87,918         | 76,635       | 11,283     |                   | 雑損101,930                   | 89,743         |                  |
| 1928 | 1,038,401  | 1,806          | 87,160         | 63,969       | 23,191     | 減資益金14,141    | 雑損10,024                    | 27,308         |                  |
| 1929 | 1,303,513  | 10,125         | 106,655        | 74,904       | 31,751     |                   | 雑損10,868                    | 314            | 17,169           |
| 1930 | 1,313,964  | 5,874          | 114,626        | 84,157       | 30,469     |                   | 雑損償却金13,008              | 33,551         | 53,079           |
| 1931 | 1,243,910  | 3,994          | 123,846        | 97,913       | 25,933     |                   | 雑損399償却金6,000自動車1,281 | 59,550         | 49,493           |
| 1932 | 1,287,660  | 2,438          | 106,975        | 73,708       | 33,267     |                   | 雑損36,109自動車5,773         | 52,327         | 63,687           |
| 1933 | 1,375,604  | 3,230          | 131,118        | 93,150       | 37,968     |                   | 雑損自動車5,202償却金36,370   | 56,083         | 64,136           |
| 1934 | 1,415,932  | 5,218          | 140,362        | 138,561      | 1,801      | 減資差益金209,338 | 雑損償却金248,162             | 56,090         | 88,928           |
| 1935 | 1,478,024  | 3,023          | 141,464        | 112,028      | 29,436     |                   | 雑損償却金27,872              | 60,450         | 66,808           |
| 1936 | 1,498,162  | 3,681          | 158,602        | 99,540       | 59,062     |                   | 雑損償却金65,415              | 44,726         | 53,375           |
| 1937 | 1,546,469  | 5,219          | 154,612        | 107,379      | 47,233     |                   | 雑損償却金54,892              | 44,829         | 52,557           |
| 1939 | 2,187,698  | 56,026         | 235,166        | 149,266      | 85,900     |                   | 自動車325雑損償却金70,498     | 44,365         | 43,714           |

- 鉄道省鉄道統計資料、鉄道統計資料、鉄道統計各年度版

## 車両
- デ5010形
  - 1950年に市内線との直通運転用に導入。1966年に越ノ潟駅-新湊駅間が分離され、加越能鉄道新湊港線に移管された際に、当形式を含む14両が加越能鉄道に譲渡された。1967年に加越能鉄道でデ7070形6両が竣工すると、デ5027-30、37-40の8両が富山地方鉄道に戻り、5021-26の6両が加越能鉄道に残った。

### 越中電気軌道（越中鉄道）時代の車両
- デハ1 - 3・5（4は欠番） - 1923年日本車輌製の木製ボギー電車（両運）。登場時は前照灯は窓下にありポール集電、前面5枚窓で富岩鉄道ボ1に酷似。後に鋼体化され前面は3枚窓となった。富山地方鉄道では1→デハ7511、2・5→クハ131・132（車体延長）、3→モハ9401。デハ7511は末期には除雪用となった。形式図[46]
- デハ101・102 - 1930年日本車輌製の半鋼製ボギー電車（両運）。登場時はポール集電。1951年に制御車（クハ101・102）となる。
- KEL1 - 庄川水力電気より譲り受けた庄川水力電気庄水3号形電気機関車

1935年に目黒蒲田電鉄よりモハ18を譲受しているが、同年中に温泉電軌に再譲渡している。